# Uummannartuuaraq
Uummannartuuaraq [ˈuːmːanːɑˈtːuːɑʁaq] (nach alter Rechtschreibung Ũmánartûaraĸ) ist eine grönländische Schäfersiedlung im Distrikt Narsaq in der Kommune Kujalleq.

## Lage
Uummannartuuaraq liegt am Ostufer des Tunulliarfik. 2,4 km nördlich liegt die Schäfersiedlung Attarnaatsoq. 2,7 km östlich liegt der nächste größere Ort Igaliku. Die Siedlung liegt im UNESCO-Weltkulturerbe Kujataa und weist Ruinen der Grænlendingar auf.

## Bevölkerungsentwicklung
Die Einwohnerzahl von Uummannartuuaraq bewegte sich in den letzten Jahrzehnten zwischen null und sechs Einwohnern. Einwohnerzahlen der Schäfersiedlungen sind letztmals für 2013 bekannt. Uummannartuuaraq wird statistisch unter „Farmen bei Igaliku“ geführt.